# Journal of Bryology
Journal of Bryology (abreviado J. Bryol.) es una revista con ilustraciones y descripciones botánicas que es editada en Oxford desde el año 1972 comenzando con el número siete. Fue precedida por Transactions of the British Bryological Society